# 弁財天 (白井市)
弁財天（べんざいてん）は、千葉県白井市清戸の「清戸の泉」（県指定史跡）の島にある神社である。

## 祭神
- 弁財天
- 竜神

## 由緒
この祠堂は、近くにある薬王寺（天台宗）に伝わる縁起によれば、大同年間（806年 - 810年）竜神とともに祀られたという。

## 文化財
- 千葉県指定史跡
  - 清戸の泉附版木（文政十一年九月在銘）

## 所在地
- 千葉県白井市清戸602（船橋カントリークラブ内）